# El7z Up
El7z Up (hangul: 엘즈업, zapis stylizowany EL7Z UP lub EL7Z U+P) – południowokoreańska supergrupa projektowa utworzona w ramach reality show Mnet, Queendom Puzzle. Grupą zarządzają Apple Monster i DG Entertainment, składa się z siedmiu członkiń: Kei z Lovelyz, Yeeun z CLC, Yeoreum z WJSN, Yeonhee z Rocket Punch, Nana z Woo!ah!, Hwiseo z H1-Key i Yuki z Purple Kiss. Grupa zadebiutowała 14 września 2023 roku minialbumem 7+Up.

## Nazwa
Nazwa grupy, El7z Up, to słowo „Puzzle” pisane od tyłu, gdzie liczba „7” oznacza liczbę członkiń grupy i zastępuje jedną z liter „z”. Nazwa reprezentuje „siedem najlepszych członkiń, które „zadziwiło” publiczność”.

## Historia

### Przed debiutem: Tło i formacja poprzezQueendom Puzzle
Wszystkie członkinie El7z Up miały już za sobą debiuty w innych girlsbandach. Kei zadebiutowała jako członkini Lovelyz w 2014 roku, Yeeun zadebiutowała jako członkini CLC w 2015 roku, obie zadebiutowały także jako solistki odpowiednio w 2019 i 2023 roku. Yeoreum zadebiutowała jako członkini WJSN w 2016 roku i jako członkini podgrupy WJSN, WJSN Chocome, w 2020 roku. Yeonhee zadebiutowała jako członkini Rocket Punch w 2019 roku. Nana i Yuki zadebiutowały jako członkinie Woo!ah! i Purple Kiss w 2020 roku. Hwiseo zadebiutowała jako członkini H1-Key w 2022 roku.
El7z Up powstało w wyniku reality show Queendom Puzzle, które było emitowane od 13 czerwca do 15 sierpnia 2023 roku. Program zgromadził dwadzieścia osiem aktywnych idolek, tworząc supergrupę składającą się z siedmiu członkiń. 25 lipca podczas siódmego odcinka ujawniono nazwę grupy. Podczas finału ogłoszono siedem członkiń grupy, a także zamierzono, by supergrupa zadebiutowała we wrześniu jeszcze tego samego roku.

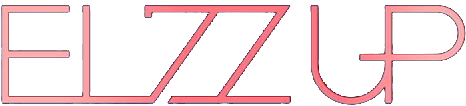
Logo zespołu (2023)

Przed pojawieniem się w show, Kei brała udział w pierwszym sezonie reality show Queendom jako część swojej grupy Lovelyz. Yeoreum uczestniczyła w drugim sezonie jako część swojej grupy WJSN, gdzie zajęły pierwsze miejsce.

### Od 2023: debiut z7+Up, oraz 2023 MAMA Awards
14 września 2023 roku El7z Up zadebiutowały minialbumem 7+Up i jego głównym singlem „Cheeky”.
29 listopada El7z Up wystąpiły na gali MAMA Awards 2023.

## Członkinie
| Pseudonim   | Pseudonim | Prawdziwe imię               | Data urodzenia   | Grupa        |
| Latynizacja | Hangul    | Prawdziwe imię               | Data urodzenia   | Grupa        |
| ----------- | --------- | ---------------------------- | ---------------- | ------------ |
| Kei         | 케이      | Kim Jiyeon (kor. 김지연)     | 20 marca 1995    | Lovelyz      |
| Yeeun       | 예은      | Jang Yeeun (kor. 장예은)     | 10 sierpnia 1998 | CLC          |
| Yeoreum     | 여름      | Lee Yeoreum (kor. 이여름)    | 10 stycznia 1999 | WJSN         |
| Yeonhee     | 연희      | Kim Yeonhee (kor. 김연희)    | 6 grudnia 2000   | Rocket Punch |
| Nana        | 나나      | Kwon Nayeon (kor. 권나연)    | 9 marca 2001     | Woo!ah!      |
| Hwiseo      | 휘서      | Jo Hwihyeon (kor. 조휘현)    | 31 lipca 2002    | H1-Key       |
| Yuki        | 유키      | Mōri Koyuki (jap. 毛利 小雪) | 6 listopada 2002 | Purple Kiss  |

## Dyskografia

### Minialbumy
| Rok  | Dane dot. albumu | Najwyższe pozycje | Sprzedaż      |
| Rok  | Dane dot. albumu | KOR               | Sprzedaż      |
| ---- | --- | ----------------- | ------------- |
| 2023 | 7+Up - Wydany: 14 września 2023 - Wytwórnia: Apple Monster, DG Entertainment - Format: CD, digital download, streaming | 11                | - KOR: 43995+ |

### Single
| Rok  | Tytuł    | Najwyższe pozycje | Album |
| Rok  | Tytuł    | KOR Down.         | Album |
| ---- | -------- | ----------------- | ----- |
| 2023 | „Cheeky” | 48                | 7+Up  |

### Inne notowane utwory
| Rok  | Tytuł         | Najwyższe pozycje | Album |
| Rok  | Tytuł         | KOR Down.         | Album |
| ---- | ------------- | ----------------- | ----- |
| 2023 | „Die for You” | 167               | 7+Up  |
| 2023 | „Undercover”  | 181               | 7+Up  |
| 2023 | „Hideaway”    | 183               | 7+Up  |
| 2023 | „Cloud 9”     | 196               | 7+Up  |

## Filmografia

### Reality show
| Rok  | Tytuł           | Notatki                                         | Przypisy |
| ---- | --------------- | ----------------------------------------------- | -------- |
| 2023 | Queendom Puzzle | Reality show, które wyłoniło członkinie El7z Up | [ 15 ]   |